# HMS Theseus (1944)
HMS Theseus (R64) – brytyjski lekki lotniskowiec typu Colossus, zbudowany przez Fairfield w Govan dla Royal Navy. Chociaż zwodowany 6 lipca 1944, do służby wszedł dopiero w 1946, za późno by wziąć udział w drugiej wojnie światowej. Po włączeniu do służby używany był jako okręt szkolny.

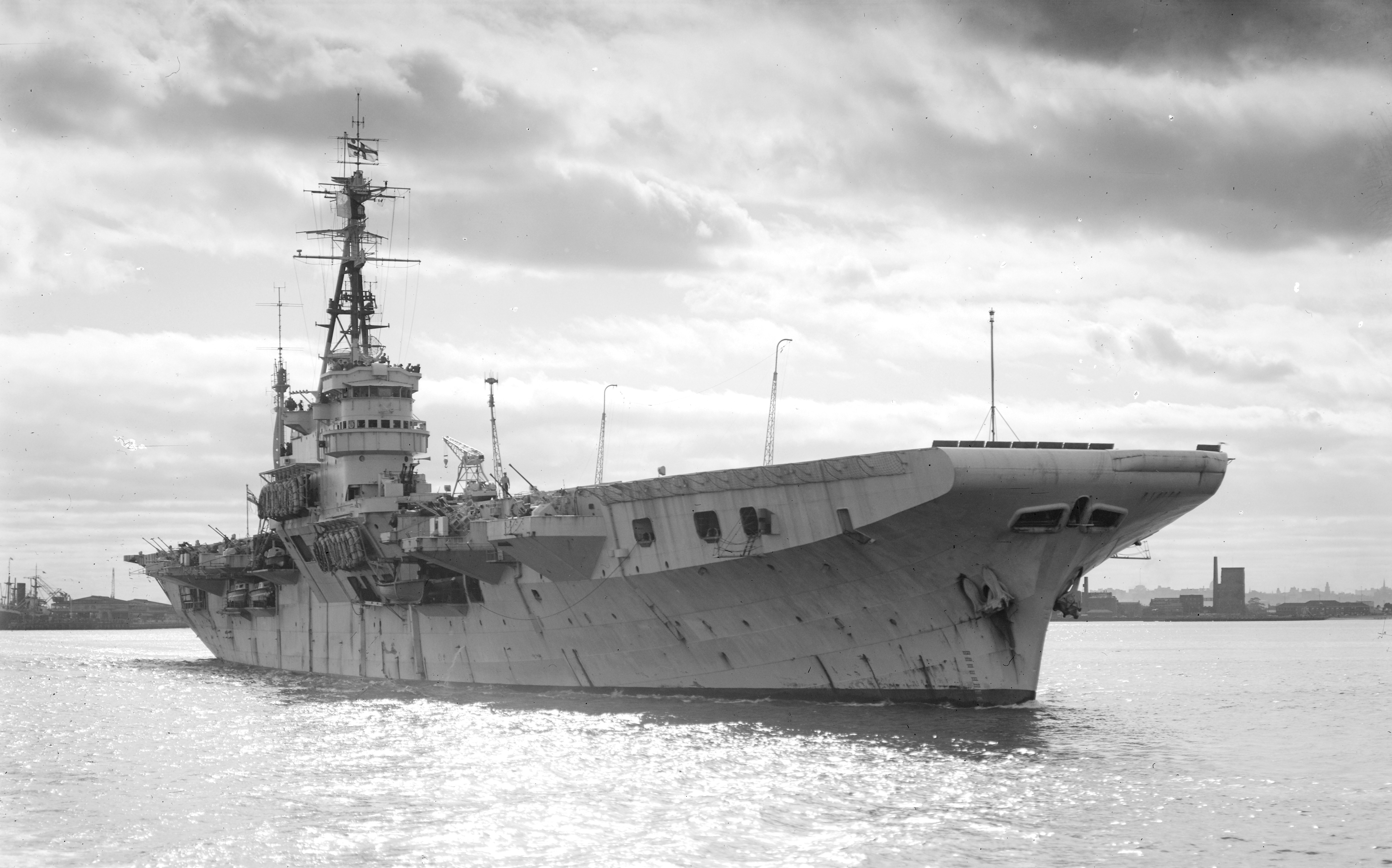
HMS Theseus w 1947

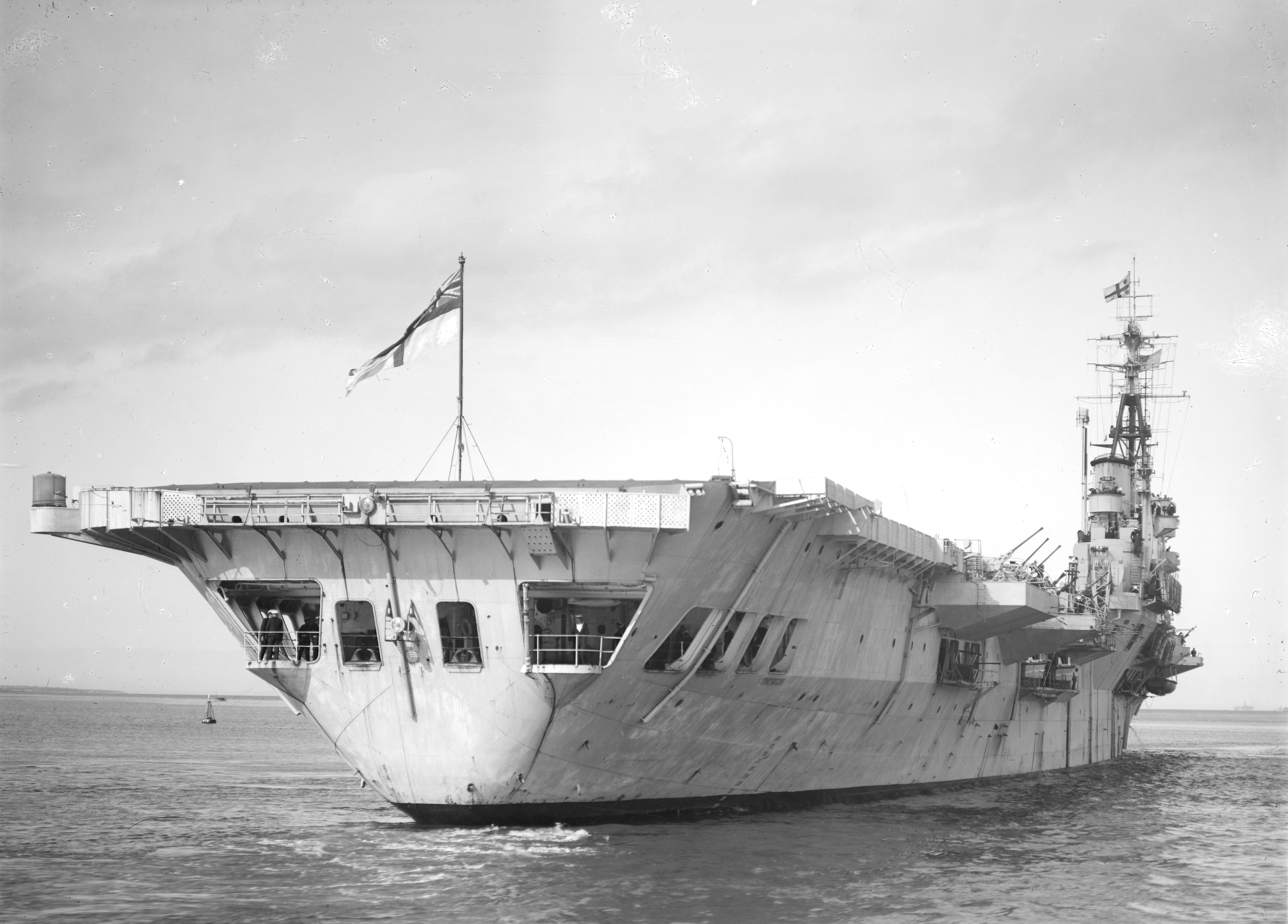
HMS Theseus w 1947

W roku 1950, na początku wojny koreańskiej „Theseus” zawinął do Korei, by wziąć udział w operacjach. Jego pierwsza operacja polegała na niszczeniu nieprzyjacielskich umocnień i urządzeń łączności w Chinnampo oraz w innych rejonach. Druga operacja obejmowała tylko patrole powietrzne CAP (ang. Combat Air Patrol), ponieważ jego katapulta została uszkodzona i samoloty były niezdolne do lotu w pełnym uzbrojeniu z rakietami i bombami. Trzecim zadaniem był udział w działaniach specjalnych sił Wspólnoty Narodów. „Theseus” żeglował w towarzystwie okrętów z Sasebo w Japonii. Samoloty startujące z okrętu odniosły sukces podczas ataku na mosty, północnokoreańskie wojsko i inne cele, koncentrując  się głównie na obszarze Chinnampo i powodując olbrzymie straty nieprzyjaciela.
Podczas czwartego patrolu operacyjnego, który zaczął się w połowie grudnia 1950, samoloty z „Theseusa” dostrzegły liczne pojazdy na lądzie, na północ od granicy dzielącej kraj. Po ataku, zniszczeniu uległo wiele pojazdów, od jeepów po czołgi i ciężarówki. Wkrótce również chińskie wojska stały się celem ataków samolotów wylatujących z „Theseusa”. Samoloty podczas tej operacji spędziły w powietrzu 1630 godzin i odpaliły ponad 1400 rakiet.
W następnym roku, 5 stycznia 1951 „Theseus” zaczął swój piąty patrol, wspierając amerykańską 25. Dywizję, która walczyła na południe od Osan w Korei Południowej.
Szósty patrol, który zaczął się pod koniec stycznia, zakończył się tragicznie. 26 stycznia podczas lądowania, pilot jednego z samolotów stracił panowanie nad maszyną i runął do morza. Niszczyciel typu Cr, HMS "Cossack" udał się w kierunku katastrofy, ale nie był w stanie pomóc. Wkrótce później inny pilot został zestrzelony, ale miał więcej szczęścia od poprzedniego.